# Chris Kaman
Christopher Zane Kaman (Grand Rapids, Míchigan; 28 de abril de 1982) es un exjugador de baloncesto estadounidense, nacionalizado alemán, que disputó 13 temporadas en la NBA. Con 2,13 metros de estatura, jugaba en la posición de pívot.

## Trayectoria deportiva

### Universidad
Procedente del Tri-unity Christian School en Wyoming (Míchigan), Kaman asistió a la Universidad de Míchigan Central, donde jugó tres temporadas con los Chippewas y promedió 15,1 puntos, 8,5 rebotes y 2,19 tapones. Finalizó su carrera en Central Michigan como el séptimo mejor reboteador de todos los tiempos de la universidad, con 707 rebotes; undécimo en anotación (1250) y primero en porcentaje de tiros de campo (.608). Además, fue uno de los seis jugadores de CMU en conseguir 1000 puntos y 600 rebotes.
En su año freshman, sus promedios fueron de 9,8 puntos, 4,8 rebotes y 1,6 tapones en 28 partidos, demostrando desde el principio su potencial consiguiendo 13 dobles-dobles. Al siguiente año, sus números aumentaron hasta los 11,8 puntos y 8,3 rebotes por encuentro, pero no fue hasta su temporada de júnior cuando Kaman explotó definitivamente. Firmó 22,4 puntos, 12 rebotes y 3,2 tapones en 31 partidos, siendo nombrado mejor jugador y jugador defensivo de la Mid-American Conference, además de All-American, y lideró a CMU a aparecer en su primer torneo NCAA desde 1987. Ante Ball State anotó 43 puntos, su mejor actuación individual, para un mes más tarde endosarles esta vez 39 puntos y 22 rebotes.

### Profesional

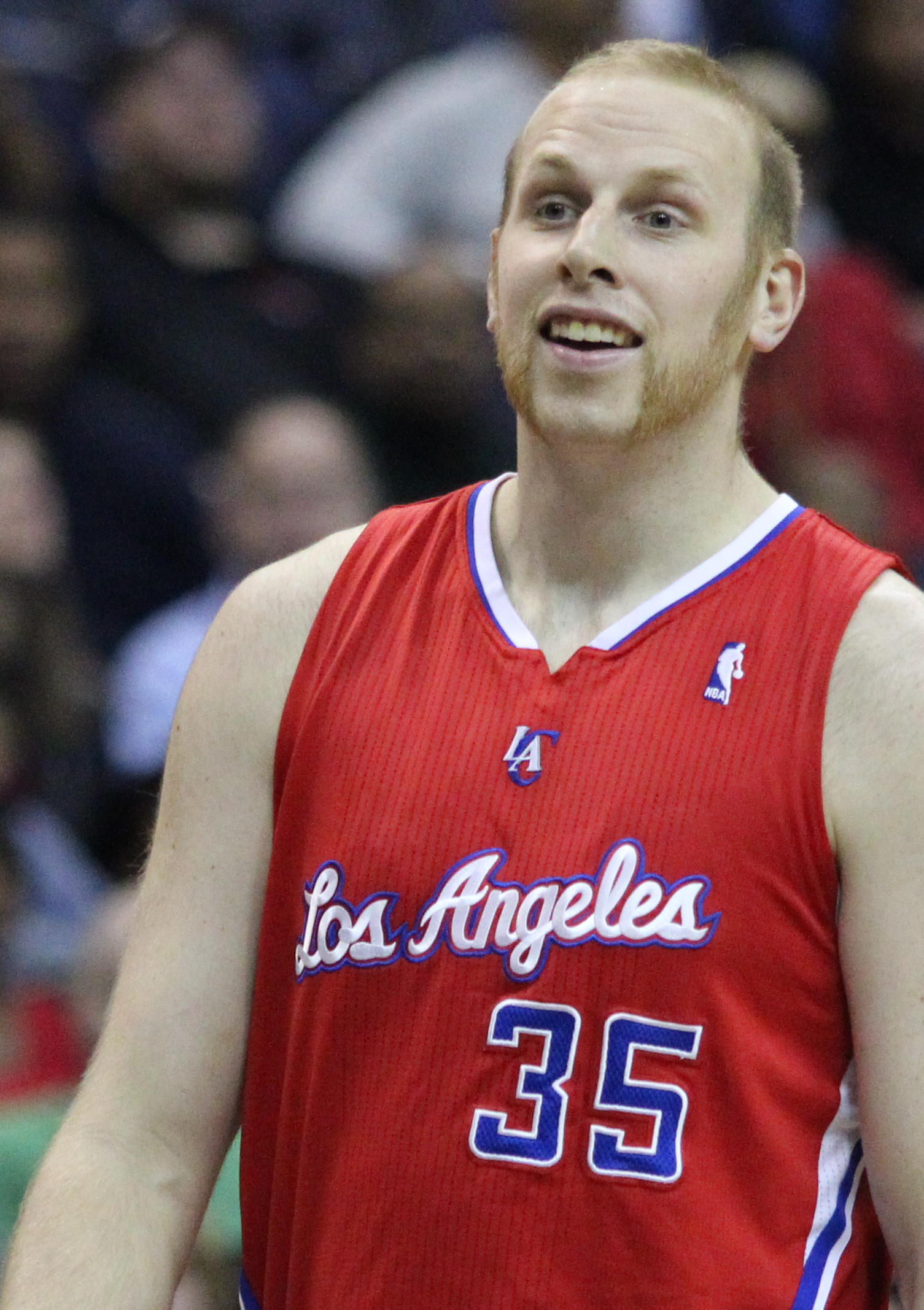
Kaman con los Clippers en 2011.

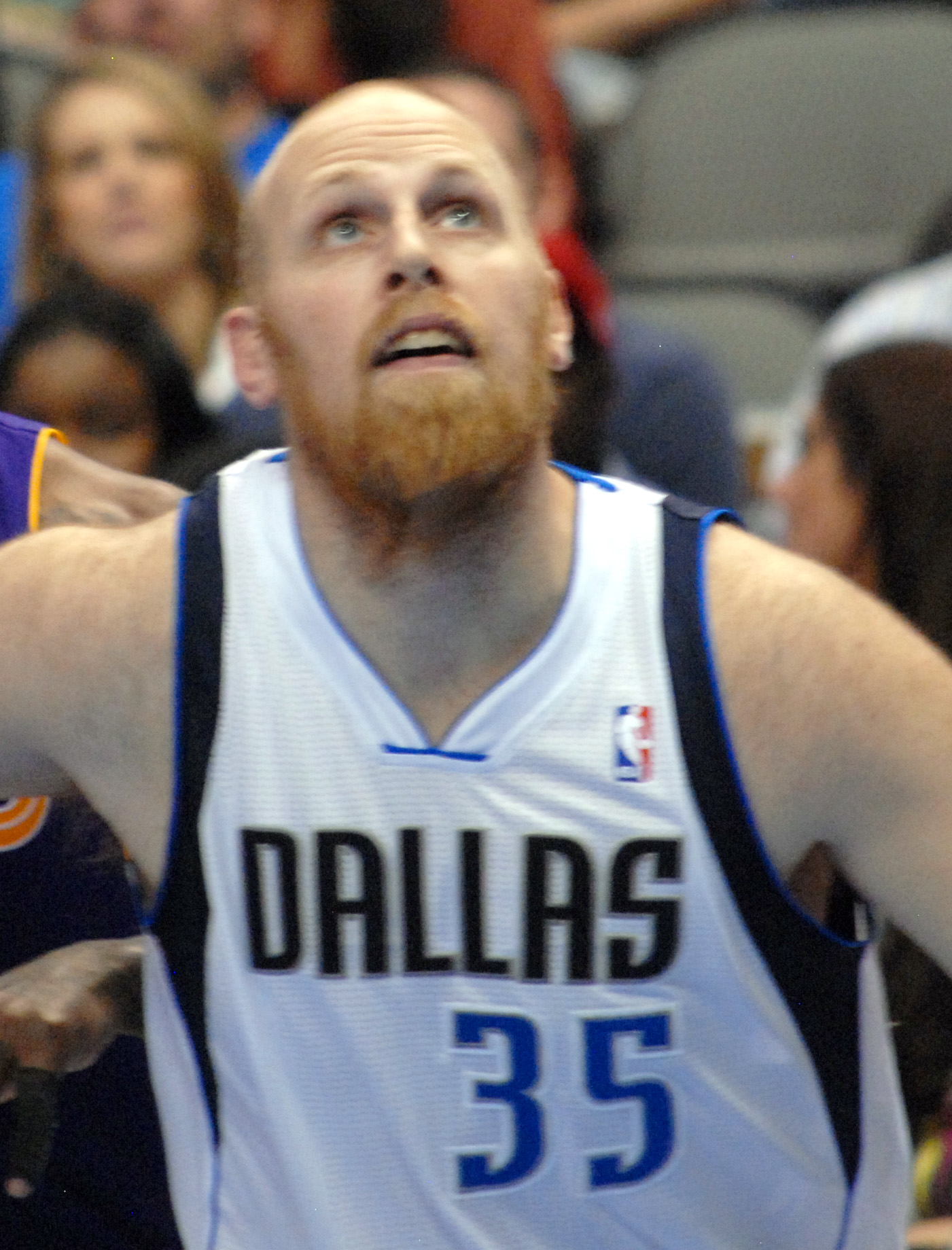
Kaman con los Mavericks en 2012.

Tras declarase elegible en el Draft de 2003, fue seleccionado por Los Angeles Clippers en la sexta plaza. En su primera temporada en la NBA, jugó los 82 partidos (61 titular), promediando 6.1 puntos y 5.6 rebotes. En su tercera temporada de profesional sus números ascendieron hasta los 11.9 puntos y 9.6 rebotes en 78 partidos. 
En la temporada 2007-08 aumentó su juego de manera considerable aprovechando la baja de Elton Brand durante la mayor parte de la campaña y promediando 15.7 puntos y 12.7 rebotes por partido.
Recibe el pasaporte alemán el 3 de julio de 2008, gracias a que sus bisabuelos fueron alemanes, por lo que pudo disputar los juegos de Pekín con la selección alemana.
El 14 de diciembre de 2011, fue traspasado junto con Eric Gordon, Al-Farouq Aminu y una primera ronda del draft de 2012 a New Orleans Hornets a cambio de Chris Paul y dos segundas rondas de draft.
El 13 de julio de 2012, Kaman firmó un contrato de un año y 8 millones de dólares con Dallas Mavericks.
El 8 de julio de 2013, firmó un contrato de 1 año y $3,2 millones con Los Angeles Lakers.
El 4 de julio de 2014, firmó un contrato de 2 años y $9,8 millones con Portland Trail Blazers.
Tras dos temporadas en Portland, su último encuentro como jugador profesional fue en abril de 2016.

### Selección nacional
Debutó con la selección alemana en los encuentros clasificatorios para los Juegos Olímpicos de Pekín en julio de 2008. Su primer encuentro fue ante Cabo Verde haciendo un doble-doble de 10 puntos y 10 rebotes. Lograron la clasificación y, en agosto de ese mismo año, disputó los Juegos Olímpicos, torneo en el que quedaron en décima posición y él promedió 10,4 puntos y 6 rebotes.
Luego su siguiente, y última, participación con Alemania fue en el EuroBasket 2011, donde quedaron en noveno lugar y él promedió 15,5 puntos y 10 rebotes.

## Estadísticas de su carrera en la NBA

### Temporada regular
| Año      | Equipo        | PJ  | PT  | MPP  | %TC  | %3P  | %TL   | RPP  | APP | ROB | TPP | PPP  |
| -------- | ------------- | --- | --- | ---- | ---- | ---- | ----- | ---- | --- | --- | --- | ---- |
| 2003-04  | L.A. Clippers | 82  | 61  | 22.5 | .460 | .000 | .697  | 5.6  | 1.0 | .3  | .9  | 6.1  |
| 2004-05  | L.A. Clippers | 63  | 50  | 25.9 | .497 | .000 | .661  | 6.7  | 1.2 | .4  | 1.1 | 9.1  |
| 2005-06  | L.A. Clippers | 78  | 78  | 32.8 | .523 | .000 | .770  | 9.6  | 1.0 | .6  | 1.4 | 11.9 |
| 2006-07  | L.A. Clippers | 75  | 66  | 29.0 | .451 | .000 | .741  | 7.8  | 1.1 | .6  | 1.5 | 10.1 |
| 2007-08  | L.A. Clippers | 56  | 55  | 37.2 | .483 | .000 | .762  | 12.7 | 1.9 | .6  | 2.8 | 15.7 |
| 2008-09  | L.A. Clippers | 31  | 24  | 29.7 | .528 | .000 | .680  | 8.0  | 1.5 | .6  | 1.5 | 12.0 |
| 2009-10  | L.A. Clippers | 76  | 76  | 34.3 | .490 | .000 | .749  | 9.3  | 1.6 | .5  | 1.2 | 18.5 |
| 2010-11  | L.A. Clippers | 32  | 15  | 26.2 | .471 | .000 | .754  | 7.0  | 1.4 | .5  | 1.5 | 12.4 |
| 2011-12  | New Orleans   | 47  | 33  | 29.2 | .446 | .000 | .785  | 7.7  | 2.1 | .5  | 1.6 | 13.1 |
| 2012-13  | Dallas        | 66  | 52  | 20.7 | .507 | .000 | .788  | 5.6  | .8  | .5  | .8  | 10.5 |
| 2013-14  | L.A. Lakers   | 39  | 13  | 18.9 | .509 | .000 | .765  | 5.9  | 1.5 | .3  | 1.0 | 10.4 |
| 2014-15  | Portland      | 74  | 13  | 18.9 | .515 | .000 | .706  | 6.5  | .9  | .2  | .7  | 8.6  |
| 2015-16  | Portland      | 16  | 2   | 7.0  | .465 | .250 | 1.000 | 1.5  | .7  | .1  | .1  | 2.8  |
| Total    | Total         | 735 | 538 | 26.7 | .489 | .042 | .743  | 7.6  | 1.3 | .4  | 1.3 | 11.2 |
| All-Star | All-Star      | 1   | 0   | 10.7 | .500 | .000 | .000  | 3.0  | 1.0 | .0  | .0  | 4.0  |

### Playoffs
| Año   | Equipo        | PJ | PT | MPP  | %TC  | %3P  | %TL   | RPP | APP | ROB | TPP | PPP  |
| ----- | ------------- | -- | -- | ---- | ---- | ---- | ----- | --- | --- | --- | --- | ---- |
| 2006  | L.A. Clippers | 11 | 10 | 29.5 | .593 | .000 | .762  | 8.0 | .9  | .5  | .8  | 10.7 |
| 2015  | Portland      | 3  | 0  | 12.3 | .500 | .000 | 1.000 | 4.7 | 1.0 | .0  | .0  | 3.0  |
| 2016  | Portland      | 4  | 0  | 8.0  | .389 | .000 | .000  | 2.0 | .3  | .5  | .0  | 3.5  |
| Total | Total         | 18 | 10 | 21.8 | .554 | .000 | .773  | 6.1 | .8  | .4  | .5  | 7.8  |